# Gastrotheca fissipes
Gastrotheca fissipes är en groddjursart som först beskrevs av George Albert Boulenger 1888.  Gastrotheca fissipes ingår i släktet Gastrotheca och familjen Hemiphractidae. IUCN kategoriserar arten globalt som livskraftig. Inga underarter finns listade i Catalogue of Life.